# Droid (書体)
Droid （ドロイド）はオープン・ハンドセット・アライアンスのプラットフォーム、Androidでの利用のためにAscender Corporationによって作られたフォントファミリーであり、Apache Licenseでライセンスされている。Droid Sans（サンセリフ）、Droid Serif（セリフ）、Droid Sans Mono（等幅）で構成される。

## 特徴
Droidは携帯機器の小さい画面での使用を想定したTrueTypeフォントファミリーである。
携帯機器で利用可能な少量のメモリー・フットプリントでCJKなどのマルチバイト文字セットをサポートするためにDroidの変種が入手可能である。
利用可能な書体のスタイルは各々のDroidフォントで異なる： Droid Serifはレギュラー体、ボールド体、イタリック体、それにボールドイタリック体が利用可能である。Droid Sansはレギュラーとボールドが利用できる。Droid Sans Mono、Droid Sans Fallback、Droid Sans Japaneseではレギュラーしか利用できない。
2009年2月5日、Ascender Corporationは、フォントデータの拡張、Oldstyle FiguresおよびDroid SansのCondensed版を含むDroidフォントの「Pro」版をリリースした。

Droid Sans
Droid Serif
Droid Sans Mono

## 歴史
フォントはAscender Corporationのスティーヴ・マットソンによってデザインされた。名称はオープン・ハンドセット・アライアンスのプラットフォーム、Androidに由来している。